# Полевський
Полевськи́й (рос. Полевской) — місто, центр Полевського міського округу Свердловської області.

## Географія
Місто розташоване за 8 км від залізничної станції Станціонний-Полевський (на лінії Єкатеринбург — Челябінськ), за 40 км на північний захід від Єкатеринбургу на східних схилах Середнього Уралу.
З Єкатеринбургом з'єднаний автомобільною дорогою регіонального значення «Єкатеринбург-Полевський»: Р 355 (Полевський тракт).

## Історія
Назва «Полевський» утворилася від найменування місцевої річки Польова.
«Полевський мідноплавильний завод при річці Польовій, заснований 1708 року мешканців 6332, два заводи. Залізні і мідні рудники» (з енциклопедичного словника Брокгауза і Ефрона, 1907—1909 років)

## Населення
Населення — 64220 осіб (2010, 66761 у 2002).

## Економіка
Розвинена металургійна промисловість. Містоутворюючий «Сєверський трубний завод» (входить до складу ВАТ «Трубна металургійна компанія»). Великими промисловими підприємствами Полевського міського округу є: ВАТ «Полевський кріолітовий завод», ЗАТ "Управляюча компанія «Сєверський завод ЗБВ», ВАТ «Полевський металофурнітурний завод», ЗАТ «Полевський машинобудівний завод», ЗАТ «Компанія „Піастрелла“», ВАТ «Уралгідромідь».

## Відомі люди
У місті народився Калугін Володимир Дмитрович (*1939) — український хімік, доктор хімічних наук, професор, винахідник.